# 鵜殿長照
鵜殿長照（？-1562年）戰國時代的武將。今川氏家臣。三河國寶飯郡上之鄉城（蒲郡市神之鄉町、『三河物語』則記載西之郡之城）主。

## 略歷
弘治3年（1557年）父親鵜殿長持死去後繼任家督（但『三河物語』記載長持死於永祿5年（1562年））。
今川氏的西進政策中，三河地區的東西方即為鵜殿氏所領，可見鵜殿氏受到高度重視。隨著今川氏西進路線確定，鵜殿氏的地位逐漸提昇。此外，主君今川義元之妹為長照之生母，身為外甥長照也因為是今川家的親戚而受到重用。
永祿3年5月（1560年）桶狹間之戰前，受命擔任大高城的城代。大高城為防備織田戰線的最前端，但同時是兵糧枯渇的窮地，長照為鼓舞城兵而採集山野草木的果實充飢。桶狹間之戰的前哨戰期間，松平元康（即德川家康）指揮士兵運來兵糧，獲得長照讚賞。兵糧問題獲得舒緩後，長照將大高城的守備交給元康。桶狹間之戰的本戰，今川義元遭到奇襲而陣亡，元康拋棄之前三河的本領而逃亡。
義元戰死後，嫡子今川氏真繼承家督，但今川氏支配的領國逐漸淪於政治的混亂，由於今川氏支配力弱化後，三河松平元康勢力逐漸崛起。多數領主都倒向松平方，唯有鵜殿氏因為是今川家的親戚而繼續留在今川方。但也因為如此，身為今川氏親族、並以上之鄉城為據點的鵜殿總領家，與以周邊的下之鄉城（蒲形城）為據點的鵜殿氏之其他分支家族轉向了家康一方形成敵對關係。尤其在德川與織田簽訂清洲同盟後，力圖從今川氏自立的松平氏，與仕於今川氏的鵜殿氏，針對三河國內的支配權進行爭奪。
永祿5年（1562年），松平氏的松平清宗展開攻擊，上之鄉城陥落，與父親長持一同戰死。
戰鬥前間，兒子氏長及氏次被捕獲，被用來交換在駿河國今川氏當人質的家康之妻瀨名姬（築山殿）（今川氏親族出身）以及嫡男松平信康、長女龜姬。

## 登場作品

### 影視劇
- 怎麼辦家康（2023年、NHK大河劇、演：野間口徹）